# Goriounov SG-43

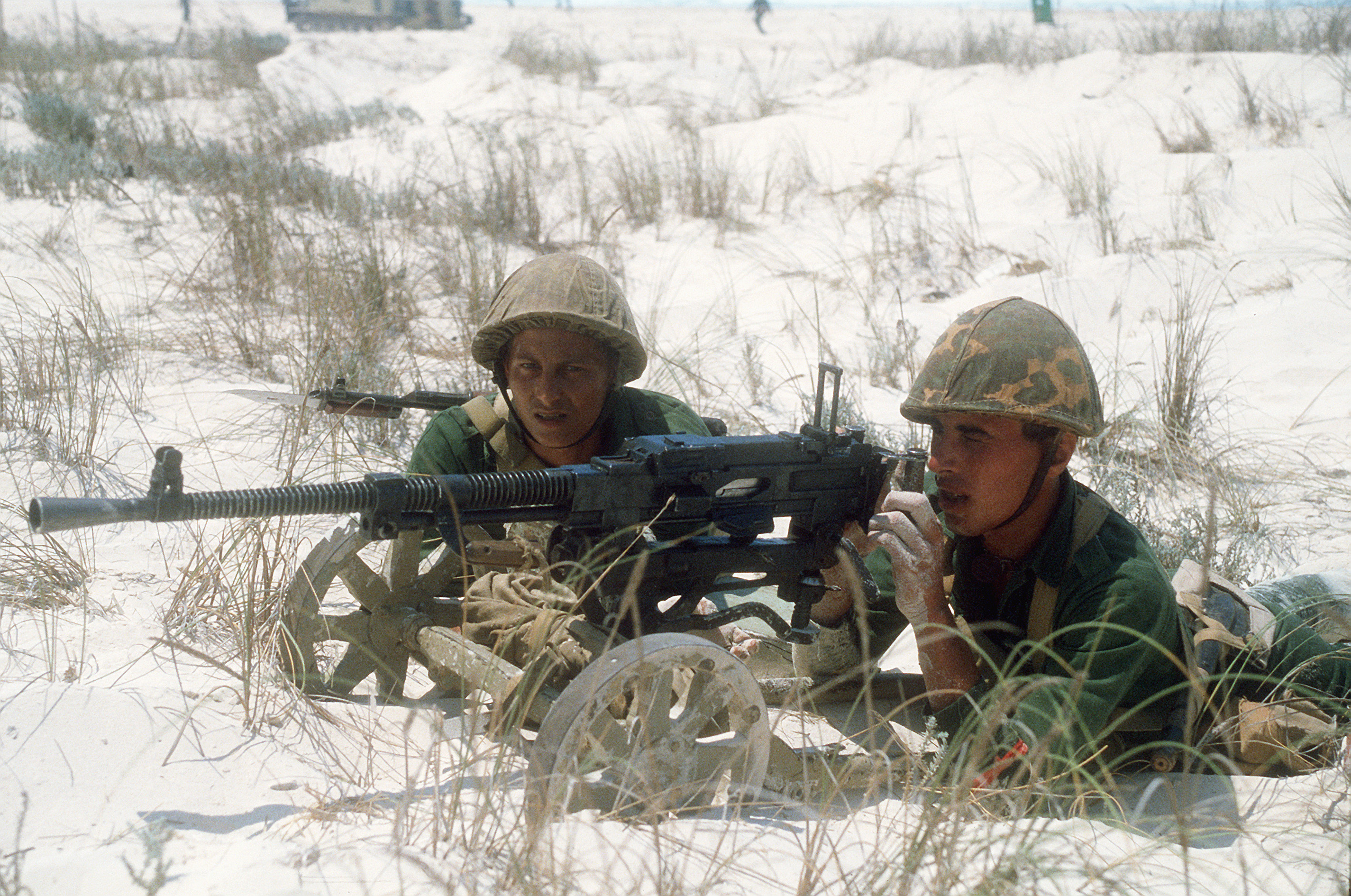
Gorjunov SG-43 du corps des fusiliers marins égyptiens en 1985.

La SG 43 est une mitrailleuse soviétique qui fut adoptée par l'Armée rouge en 1943. Elle fut également produite en Hongrie. Sa version modernisée (SG 43M OU SGM) est adoptée en 1949 et produite en Chine (Mitrailleuse Type 53). 
Des versions furent dérivées pour les chars (SGMT) ou les BTR (SGMB).

## Données numériques
- Munition : 7,62 × 54 mm R
- Masse : 
  - Arme vide et seule : 13,8 kg
  - Arme sur affût à roue : 41 kg
- Longueur : 1 150 mm
- Canon : 720 mm
- Alimentation : bande de 200 ou 250 cartouches
- Cadence de tir : 500 - 700 coups par minute